# Dímero D
O d-dímero é o produto de degradação da fibrina que se eleva quando há coagulação. Ele pode ser realizado através de várias técnicas, sendo o
teste imunoenzimático ELISA considerado o de melhor acurácia. Entretanto,  como  o  d-dímero    se  eleva  em  diversas  condições,  a identificação de valores altos não é suficiente para indicar a presença de tromboembolismo pulmonar (TEP), o que faz com que exames de imagens complementares se tornem necessários. Os D-dímeros são fragmentos de proteína resultantes do processo de hemostasia secundária. Seu valor de normalidade costuma ser abaixo de 500 ng/dl no plasma. Sua grande utilidade é seu valor preditivo negativo (quando seu valor é normal a possibilidade de uma TVP ou um TEP é pequena). No entanto, a normalidade desse exame não afasta a ocorrência destas duas doenças. 
A dosagem do D-dímero pode ser feita na suspeita de trombose venosa profunda (TVP), que é a formação de coágulos nas veias profundas dos membros inferiores ou ainda, na suspeita de um (TEP), a principal complicação de uma TVP. O TEP é a obstrução de uma artéria da circulação pulmonar, por um coágulo que se deslocou de uma veia profunda e foi até a circulação dos pulmões.

## Especificidade
Além da TVP e do TEP, outras condições podem elevar o D-dímero: insuficiências cardíaca, renal ou hepática e dissecção de aorta; pós-operatório de grandes cirurgias, traumas extensos, uso de anticoagulantes e a presença tumores. O dímero D resulta na alteração dos produtos de degradação da fibrina.